# Dries van den Akker
Andries Antonius (Dries) van den Akker SJ (Delft, 3 april 1945 – Nijmegen, 30 oktober 2022) was een Nederlands pater-jezuiet, theoloog, docent, schrijver en heiligenkenner.
Van den Akker trad in 1964 in bij de orde van de Jezuieten, Hij studeerde filosofie in Nijmegen en theologie in Amsterdam en Parijs. In 1976 werd hij tot priester gewijd en in 1977 studeerde hij af aan de toenmalige Katholieke Theologische Hogeschool Amsterdam. Van 1976 tot 1981 was hij godsdienstleraar op het Maartenscollege in Haren (Groningen) Van 1985 tot aan zijn pensioen was hij docent levensbeschouwing aan het Stanislascollege in Delft en tevens parochievicaris bij parochies in Delft en het Westland. In 2020 verscheen zijn boek ' Ga anders denken ' over het Marcusevangelie.
Van 2017 tot aan zijn overlijden in 2022 leefde hij in communiteiten van de Jezuïeten in Delft, Birmingham en Nijmegen.

## Schrijven en publiceren van hagiografieën
In zijn tijd als docent in Haren ging hij, bij gebrek aan lesmateriaal, in gesprek met leerlingen over de herkomst van hun namen en gaf daar uitleg bij. Zo ontstond er een verzameling hagiografieën van heiligen die eerst gepubliceerd werden in het boek ' Je naam, je dag, je heilige ' en later op de website Heiligen.net.